# はりまや橋観光バスターミナル
はりまや橋観光バスターミナル（はりまやばしかんこうバスターミナル）は、高知県高知市の中心部にある観光地・播磨屋橋に近接した、公設の観光バスターミナル。
本項ではかつてとでん西武内に位置していた土電バスターミナルについても記述する。

## はりまや橋観光バスターミナル
高知市はりまや町一丁目14番12号に、高知市により総事業費約16億円をかけて整備された。2008年5月1日に供用開始。営業時間は6時から22時まで（年中無休）。観光バス・貸切バスの乗降場・駐車場、6時から22時までに停車する空港・高速バスの停留所（降車専用、高知駅前観光が運航するスマイルライナーは乗降に当停留所を使う）として利用されている。ローカル路線バスの停留所としては利用されてなくほぼ同じところにある八幡通停留所に停車する。ただし、22時から翌6時までは、その先のはりまや橋(得月楼前)停留所に停車する。

## 土電バスターミナル

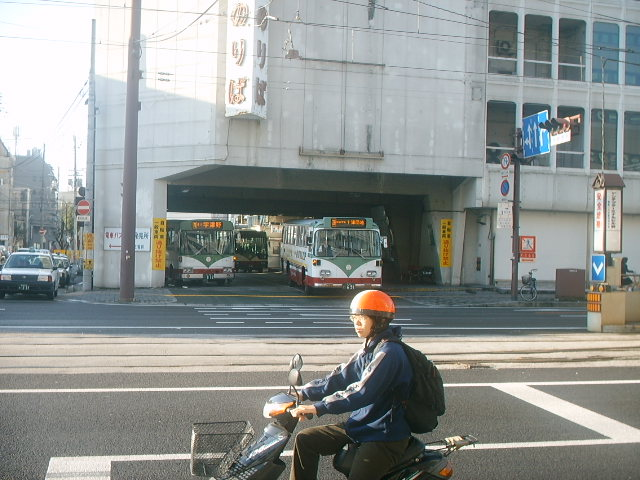
土佐電鉄はりまや橋バスターミナル

はりまや橋近辺におけるローカル路線のバスターミナルとしては、かつてとでん西武（後の西武百貨店高知店）が入居していたビルの1階部分に存在し、土佐電気鉄道、ならびにその子会社の土佐電ドリームサービスの路線バスが発着していた。また試験的に運行していた浦戸循環線では高知県交通も乗り入れていた。ただし、はりまや橋を経由するすべてのバスが乗り入れしている訳ではない。また、時刻表に載っていないバスも発車していた。(臨時便ではない。)2002年12月25日の同百貨店の閉店以後もしばらく運用されていたが、2005年11月10日をもって閉鎖された。翌11月11日から、ターミナルから乗り降りしていた便は、はりまや橋近辺のバス停に移動された。これによりはりまや橋どまりのバスが大幅に減った。